# عملية بلامبوب
عملية بلامبوب كانت سلسلة من التجارب النووية التي أجريت بين 28 مايو و 7 أكتوبر 1957 في موقع نيفادا للتجارب بعد المشروع 57 وقبل المشروع 58 حيث كانت سلسلة من الاختبارات تعتبر الأطول والأكثر إثارة للجدل في الولايات المتحدة.

## نبذة
كانت العملية تتكون من 29 انفجار اثنان منها فقط لم تنتج أي ناتج نووي. شارك واحد وعشرون مختبر ووكالة حكومية. بينما ساهمت معظم اختبارات عملية بلامبوب في تطوير الرؤوس الحربية للصواريخ العابرة للقارات والمتوسطة واختبر أيضا الدفاع الجوي والرؤوس الحربية المضادة للغواصات ذات العوائد الأصغر. وشملت ثلاثة وأربعين اختبار للآثار العسكرية على الهياكل المدنية والعسكرية والإشعاع والدراسات الطبية الحيوية والاختبارات الهيكلية للطائرات.
أجرت عملية بلامبوب أطول اختبارات حتى الآن في برنامج التجارب النووية الأمريكي وكذلك اختبارات البالون على ارتفاعات عالية. تضمنت إحدى التجارب النووية أكبر مناورة للقوات مرتبطة بالتجارب النووية الأمريكية.
شارك ما يقرب من 18000 عضو من القوات الجوية الأمريكية والجيش والبحرية ومشاة البحرية في التدريبات في عملية بلامبوب. كان الجيش مهتما بمعرفة كيف يمكن لجندي المشاة العادي أن يقف جسديا ونفسيا في مواجهة ساحة المعركة النووية التكتيكية.
تعرض ما يقرب من 1200 خنزير للتجارب الطبية الحيوية ودراسات آثار الانفجار خلال عملية بلامبوب. تم استخدام 719 خنزير في تجارب مختلفة في عملية شقة الرجل الفرنسي. وضعت بعض الخنازير في أقفاص مرتفعة وزودت بذلات مصنوعة من مواد مختلفة لاختبار المواد التي توفر أفضل حماية من الإشعاع الحراري. وضعت الخنازير الأخرى في أقلام خلف صفائح كبيرة من الزجاج على مسافات مقاسة من المركز المنخفض لاختبار آثار الحطام المتطاير على الأهداف الحية كما أجريت دراسات عن التلوث الإشعاعي. أجريت تجارب على سلامة الأسلحة النووية لدراسة إمكانية تفجير سلاح نووي أثناء وقوع حادث.